# Turček
Turček (Hongaars: Turcsek) is een Slowaakse gemeente in de regio Žilina, en maakt deel uit van het district Turčianske Teplice.
Turček telt 681 inwoners.